# Laagpakket van Griendtsveen
Het Laagpakket van Griendtsveen is een laagpakket in de Nederlandse ondergrond, dat voorkomt buiten de rivier- en kustvlakte en beekdalen, zoals in de Peelvenen en in het zuidoosten van Drenthe en Groningen. Het bestaat uit verschillende soorten, maar voornamelijk veenmosveen. Het is vanaf het Laat-Glaciaal tot recente tijd gevormd. Door turfwinning is veel van dit veen verdwenen. In de basis komen veel boomstronken van de grove den voor. In de laagten ontstond soms rietveen, zeggeveen en bosveen.
Het wordt tegenwoordig gerekend tot de Formatie van Nieuwkoop. Vroeger werden de organogene afzettingen van het Laagpakket van Griendtsveen onder de voormalige Formatie van Griendtsveen gerekend.